# 姿川
姿川（すがたがわ）は、栃木県の南部を流れる利根川水系思川支流の一級河川である。

## 地理
栃木県宇都宮市新里町の鞍掛山から流れ出る栗谷沢に源を発する。宇都宮市西部の宝木台地西縁を南に流れ、下都賀郡壬生町・下野市を経て小山市黒本で思川に合流する。宇都宮市新里町の源流部の標高は約200m、思川との合流地点の標高は約40mであり、この標高差約160mを約40kmかけて流れる。
流域には大谷石の採掘で著名な大谷地区がある。

## 語源
大まかに2つの説がある。
- 姿川本流は城山村で兜川と鐙川と合流して1つの川となったことから、一体の姿に擬して「姿川」と名付けられた。
- 大谷観音寺の開祖である弘法大師（空海）は境内の側を流れているこの川に姿が映ったことに由来する。

## 歴史
流域に石室を持つ古墳が多く存在していることから、採掘された大谷石の運搬水路として古代より利用していたと想像されている。下流域にあったとされる下野国府の礎石も大谷で切り出されて姿川を経て運ばれたとされる。
江戸時代に江戸の経済圏に組み込まれた北関東は一円の運搬水路が整備され、姿川でも舟運が行われた。

## 治水
洪水などによる被害を受けた事例は比較的少ないものの、台風の直撃時等には警戒水位を超える出水を記録しており、1951年（昭和26年）以降、下流地域から着手された河川整備が現在も継続して進められている。近年では沿岸の圃場整備事業とも連携した整備が必要とされている。

## 流域の自治体
栃木県
宇都宮市、下都賀郡壬生町、下野市、小山市

## 支流
- 鎧川
- 赤川
- 武子川
- 新川
- 豆田川 [注釈 1]
- 鶴田川

## 橋梁
上流より
- 関根橋 （これより上流は栗谷沢）
- 桜田橋
- 農道橋
- 上田橋
- 萩の橋
- 入会橋（国道293号）
- 越路橋
- 紅葉橋
- 乙女橋
- 観音橋
- 大杉橋
- 名称不明
- 山本橋
- 長次郎橋
- 名称不明
- 名称不明
- 岩下橋
- 名称不明
- 大谷橋（栃木県道70号宇都宮今市線）
- 名称不明
- 名称不明
- 山下橋
- 東北自動車道
- 金沢橋
- 道場面橋
- 姿川橋（栃木県道4号宇都宮鹿沼線）
- 代官橋
- 姿川橋（栃木県道6号宇都宮楡木線）
- 万慶橋
- 前田橋
- 日光線
- 根古屋橋
- 島田橋
- 姿川橋（栃木県道155号羽生田鶴田線）
- 向川原橋（さつきロード）
- コスモブリッジ（栃木県子ども総合科学館前）
- 亀塚橋
- 共栄橋
- 新淀橋（国道121号）
- 淀橋
- 名称不明
- 東武宇都宮線
- 大正橋（栃木県道184号安塚雀宮線
- 弥五郎次橋（栃木県道65号鹿沼下野線）
- 関沢橋（栃木県道71号羽生田上蒲生線）
- 姿川橋（北関東自動車道）
- 長田橋
- 東田橋
- 細谷橋
- 姿橋（国道352号）
- 上河原橋
- 雷橋（栃木県道183号下野壬生線）
- 箕輪橋
- 宮前橋（栃木県道44号栃木二宮線）
- お使者橋
- 柴橋
- 名称不明
- 姿川橋
- 半田橋（栃木県道33号小山環状線）

## 生物
宇都宮市上欠町で2004年に行われた生物調査では、以下の10種の魚類が発見された。
- ウグイ
- オイカワ
- カマツカ
- カワムツ
- ギンブナ
- シマドジョウ
- タイリクバラタナゴ
- タモロコ
- トウヨシノボリ
- モツゴ